# قصبية الزعاب
قصبية الزعاب هي إحدى قرى ولاية الخابورة في سلطنة عمان ، يسكنها خليط من القبائل أشهرهم قبيلة الزعابي.
تقع هذه القرية على ساحل ولاية الخابورة تحدها من الشمال كل من مصب وادي الحواسنة و قصبية الحواسنة و من الجنوب قرية خورسل و من الغرب الطريق العام لمحافظة الباطنة و منطقة مرتفعات خورسل...يجري فيها حاليا جزء من المشاريع الانشائية التابعة لمشروع طريق الباطنة الساحلي